# Femtoszekundumos impulzusok alakformálása
Az optikában a femtoszekundumos impulzusok alakformálása egy olyan technológia, amely az ultrarövid (mintegy 10−15 másodperc hosszúságú) lézerimpulzusok változó tulajdonságait módosítja. Az impulzus-alakformálás során célként jelenhet meg az optikai impulzus rövidítése vagy meghosszabbítása, de bonyolultabb impulzusok generálása is megvalósulhat.

## Bevezetés

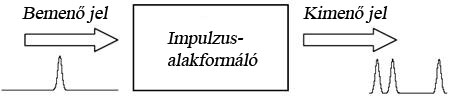
1. ábra: Az impulzusformáló sematikus rajza

Az ultrarövid optikai impulzussorozatok generálása kulcsfontosságú az ultragyors optikai hálózatok megvalósításában. Erre példák az Optical Code Division Multiple Access rendszerek (Optical Code Division Multiple Access (OCDMA), vagyis a minden vevő hozzáférésén alapuló kódosztásos optikai multiplexelési technika, lásd még: CDMA), kémiai és biológiai reakciók triggerelése és monitorozása stb. Az impulzusformáló berendezés tervezésekor számításba kell venni, hogy a kívánt eredmény a bemenő impulzus megnyújtása, rövidítése vagy impulzussorozattá alakítása-e. Impulzussorozatok generálása femtoszekundumos vagy pikoszekundumos elválasztással az optikai információ igen nagy sebességű továbbítását is magába foglalja.

## Technikák
Az impulzusformálót egy modulátorként tudjuk elképzelni. A bemenő impulzust megszorozzuk egy moduláló függvénnyel, hogy a kívánt kimenő impulzust kapjuk. A moduláló függvény lehet az idő vagy a frekvencia függvénye is (melyet az impulzus időprofiljának Fourier-transzformációjából kaphatunk). Ez kétféle ismert femtoszekundumos impulzus-alakformáló technikát eredményez:
a) Közvetlen tér-idő megfeleltetésen alapuló impulzus-alakformálás (Direct space-to-time Pulse Shaping, továbbiakban DST-PS)

b) Fourier-transzformációval történő impulzus-alakformálás (Fourier transform Pulse Shaping, továbbiakban FT-PS)

### Közvetlen tér-idő megfeleltetésen alapuló impulzus-alakformálás
A DST-PS módszerben a kimenő impulzussorozat egyenesen arányos a rendszer moduláló függvényével. Feleljen meg egy optikai impulzus jelenléte 1, hiánya 0 értékeknek. Ekkor az impulzusok közlésével vagy kihagyásával információ szállítható, amely így egy egyesekből és nullákból álló jelsorozat lesz. A DST-PS jellemzője, hogy a moduláló függvény bármilyen kívánt kimenő jelsorozat esetén azonos. Például, ha a rendszer moduláló függvénye binárisan 1101, a kimenő optikai impulzus-jelsorozat is 1101 lesz.

### Fourier-transzformációval történő impulzus-alakformálás
Ellentétben a DST-PS módszerrel a FT-PS során olyan moduláló függvényt használunk, amely a kívánt sorozatnak Fourier-transzformáltja. Ez magával vonja, hogy egy meghatározott időbeli impulzussorozatnak a moduláló függvény a Fourier-transzformáltja a frekvencia szerint. Ezt a technológiát azért használjuk, mert az optikában egy lencse a bemenő fény Fourier-transzformáltját állítja elő. Egy tipikus FT-PS a bemenő lézerből, a Fourier-transzformációt végző lencséből (az idő-információ frekvencia-információvá alakítása), egy moduláló függvényből (ami lehet fázis- vagy intenzitásmoduláció) és egy második lencséből áll, amely egy második Fourier-transzformációt végez (a frekvenciában tárolt információt visszaalakítja időben tárolt információvá). Az FT-PS során egy meghatározott kimenő jel eléréséhez a moduláló függvény egyszerűen annak Fourier-transzformáltja.

## Az FT-PS részletei
Egy jól definiált {\displaystyle E(t)} elektromos térrel rendelkező ultrarövid impulzus egy megfelelő, frekvenciában ható szűrővel módosítható. Matematikailag Fourier-transzformált, szűrt és visszaalakított impulzus alkotja az új impulzust:
{\displaystyle E'(t)={\mathcal {F}}^{-1}\{{\mathcal {F}}\{E(t)\}(\omega )f(\omega )\}(t).}
Olyan optikai elrendezés is elképzelhető, amely egy tetszőleges, akár komplex értékű {\displaystyle f(\omega )} szűrőfüggvényt tartalmaz, amíg {\displaystyle |f(\omega )|\leq 1}. Az 1. ábra bemutatja, hogyan lehet egy sávszélesség-korlátozott impulzust egy chirp-elt impulzussá alakítani (olyan szűrő segítségével, amely csak a fázisra hat) vagy egy még bonyolultabb impulzussá (egy olyan szűrővel, amely a fázisra és az amplitúdóra is hat).

## Optikai tervezés

### Alapelvek

2. ábra: 4f-típusú impulzus-alakformáló vázlatos rajza. Ez az elrendezés nem befolyásolja az áthaladó impulzusokat.

Általában az impulzus-alakformáló egy 4f konfigurációjú impulzusnyújtón alapszik, amelyben a nyújtó éppen nem nyújtja és nem is rövidíti a beérkező impulzust. Ezt mutatja be a 2. ábra. Egy diffrakciós rács a különböző frekvenciájú (hullámhosszú) komponenseket különböző irányokba irányítja, és minden frekvenciakomponens a fókuszsík egy meghatározott pontjába fókuszálódik. Egy második rács és egy tükör újra egyesíti a különböző frekvenciakomponenseket. A két lencse fókusztávolsága f, és az első rács közepének a második rács közepétől vett távolsága {\displaystyle 4f}.
A fókuszsíkban a nem kívánt frekvenciakomponensek könnyen blokkolhatók, amely egy valós értékű szűrőfüggvényt jelent, amely a frekvenciát nem befolyásolja.

3. ábra: impulzus-alakformáló lineáris fázistolással. Ez az elrendezés az impulzus átviteli idejét megváltoztatja, de nem befolyásolja az impulzus alakját.

Annak érdekében, hogy a szűrő a frekvenciakomponenseket befolyásolja, használhatunk egy átlátszó anyagból készült, változó vastagságú lapot. Így egy frekvencia-függő késleltetést alkalmazunk, amint a 3. ábra is mutatja. Felvetődhetne, hogy nagyobb hullámhosszúság mellett a rendszerben további eltolás lép fel (az ábrán vörös szín jelzi), ám a valóságban az impulzus együttesen rövidebb utat tesz meg, mivel a fény kevesebb utat tesz meg a jobb szélső rácsig. Ez összhangban van azzal a ténnyel, hogy egy {\displaystyle f(\omega )=\exp(i\omega \tau )} Fourier-szűrő (lineáris fázistolás) ekvivalens egy {\displaystyle \tau } idő-eltolással.

4. ábra: impulzus-alakformáló négyzetes fázistolással, pozitív chirp generálással, vagyis a kisebb frekvenciájú komponensek lépnek ki először.

5. ábra: impulzus-alakformáló négyzetes fázistolással, negatív chirp generálással, vagyis a nagyobb frekvenciájú komponensek lépnek ki először.

Az impulzus alakjának még érdekesebb formálására négyzetes, vagy magasabb rendű fázistolást kell alkalmazni, mint ahogyan a 4. és 5. ábrák mutatják.

### Aktív szűrők
A fenti példákban statikus szűrők működnek. A folyadékkristályos technológiával tetszőleges szűrőket is alkalmazhatunk, amelyek fázis- és amplitudóspektrumát számítógép segítségével állíthatjuk be. A Multiphoton Intrapulse Interference Phase Scan (MIIPS) egy, a számítógép-vezérlésű térbeli fénymoduláló eszköz visszacsatolt fázis-vezérlésén alapszik. Ebben az esetben a fókuszsíkban elhelyezett statikus fázistoló eszköz helyett elektronikusan változtatható fázistolású térbeli fénymodulátort alkalmazunk. A klasszikus folyadékkristályos alakformáló kimenetét egy nemlineáris kristállyal és egy spektrométerrel vizsgáljuk, amelyek kimenetét használjuk a folyadékkristályos alakformáló frekvenciafüggő fázistolásának optimalizálására. Ezzel a módszerrel alakítani és jellemezni is tudjuk az impulzust, például optimalizált csúcsenergia és vagy az adott spektrummal elérhető legrövidebb impulzus (Transform-Limited pulse) eléréséhez. Ez a technológia egy egyszerű optikai elrendezésben, mozgó elemek nélkül teszi lehetővé az ultrarövid impulzus teljes kalibrációját és kontrollját.
Egy másik lehetőség az akuszto-optikai eszközökkel módosítja az impulzusok alakját. A gyakorlatban kétféle konstrukcióra van példa. Az egyikben a hang- és fényimpulzusok csoportsebessége párhuzamos, és a különböző frekvenciájú hangkomponensek fázisai közvetlenül a megfelelő frekvenciájú fénykomponensek fázisait tolják el. Ilyen például a Dazzler, amelynek problematikája az impulzus-ismétlődési frekvencia, amelynek a hangsebesség szab korlátot. A másik konstrukcióban az akuszto-optikai elem nagyfrekvenciájú lézeroszcillátorokkal is alkalmazható, mert a hangsebesség nem korlátoz, hiszen a hang és a fény csoportsebessége nem párhuzamos. Itt több keskenysávú akusztikus frekvencia-csatornát alkalmazunk, amelyek fázisa egymástól függetlenül állítható és együttesen lefedik a lézerimpulzus spektrumát. Jó példa erre a Budapesti Műszaki és Gazdaságtudományi Egyetemen is kutatott többfrekvenciás, nemkollineáris AO szűrőt alkalmazó rendszer. 

### Tervezés egyszeres és kétszeres áthaladással
A fenti elrendezésben a fény mindkét rácsot kétszer érinti. Sok alkalmazásban a jobb oldali visszareflektáló tükröt elhagyják, ami a rendszert egyszerűsíti. Egy ilyen egy utas elrendezés legfőbb hátránya abban áll, hogy a különböző frekvenciakomponensek térben nem fedik egymást, ahogyan a 4. és 5. ábrán is látható. Ugyanakkor számos alkalmazás ezt a térbeli szétválást tolerálja.

## Hasonló technológiák
- Multiphoton Intrapulse Interference Phase Scan (MIIPS) ezzel a módszerrel az ultrarövid impulzusok karakterizációjára és manipulálására van lehetőség.

## Fordítás
- Ez a szócikk részben vagy egészben a Femtosecond pulse shaping című angol Wikipédia-szócikk ezen változatának fordításán alapul.  Az eredeti cikk szerkesztőit annak laptörténete sorolja fel. Ez a jelzés csupán a megfogalmazás eredetét és a szerzői jogokat jelzi, nem szolgál a cikkben szereplő információk forrásmegjelöléseként.

## Ajánlott irodalom
- Andrew M. Weiner. Ultrafast Optics. Wiley (2009). ISBN 978-0-471-41539-8